# Raquetes
Se procura por um equipamento esportivo, veja Raquete.
Raquetes (inglês: Rackets ou Racquets) é um esporte de raquete jogado basicamente nos Estados Unidos, Canadá e Reino Unido. Seu sistema de jogo e regras é semelhante a do squash, sendo frequentemente chamado de hard rackets para distinguir-se do esporte formalmente nomeado squash rackets.
A nível mundial, o raquetes fez uma única aparição em Olimpíadas durante os Jogos de Londres em 1908.